# Мистепекский миштекский язык
Мистепекский миштекский язык (Eastern Juxtlahuaca Mixtec, Mixteco de oeste central, Mixteco de San Juan Mixtepec, Mixtepec Mixtec) — миштекский язык, на котором говорят в городе Баха-Калифорния долины Сан-Кинтин; в городах Сан-Хуан-Мистепек и Тлахиако штата Оахака в Мексике. Около 90 % родителей общаются со своими детьми на миштекском языке.